# Фараонова собака
Фараонова собака (мальт. kelb tal-Fenek) — порода собак, относящаяся, по классификации Международной кинологической федерации, к примитивным собакам. Иногда её относят к борзым, на том основании, что представители породы предпочитают преследовать добычу «по-зрячему». Национальная порода Мальты, где носит название кельб таль-фенек (букв. «кроличья собака»). Вопреки распространённому мифу, возникшему благодаря сходству фараоновой собаки с изображениями Анубиса, не имеет древнеегипетского происхождения, что подтверждается анализом ДНК.

## Происхождение
Предполагалось, что финикийцы привезли собак этой породы на острова Мальту и Гоцо, где она, почти не изменившись внешне, просуществовала более двух тысяч лет. Тем не менее, согласно анализу ДНК, эта порода не имеет отношения к Древнему Египту и древнеегипетским охотничьим собакам (тесем):

It is notable that several breeds commonly believed to be of ancient origin, such as the Pharaoh Hound and Ibizan Hound, are not included in this group. These are often thought to be the oldest of all dog breeds, descending directly from the ancient Egyptian dogs drawn on tomb walls more than 5000 years ago. Our results indicate, however, that these two breeds have been recreated in more recent times from combinations of other breeds. Thus, although their appearance matches the ancient Egyptian sight hounds, their genomes do not.
Достойно внимания, что некоторые породы, которые обычно считают древними, такие как фараонова собака и поденко ибиценко, не относятся к этой группе. Их часто считают древнейшими из всех пород собак, прямо происходящими от древнеегипетских собак, изображенных на стенах гробниц более 5000 лет назад. Наши результаты, тем не менее, показывают, что эти две породы были воссозданы в более недавнее время из комбинации других пород. Таким образом, хотя их экстерьер соответствует борзым Древнего Египта, их геном им не соответствует.

Первое упоминание о мальтийской охотничьей собаке, которая сейчас идентифицируется с этой породой, относится к 1647 году и было сделано членом мальтийского ордена. Первые экземпляры были вывезены с острова в 1920-х годах. До 1970 года, несмотря на славу первой в мире одомашненной собаки, эта порода была известна только на острове Мальта, а уже через пять лет, в 1975 году, она получила официальное признание.

## Экстерьер
- Элегантные, стройные и мускулистые собаки с великолепными охотничьими данными.
- Тело покрыто ярко-рыжей или коричневатой очень короткой, блестящей шерстью, иногда с белыми отметинами на морде и груди.
- Мочка носа коричневая, сливающаяся с окрасом шерсти и краснеющая, когда собака находится в возбужденном состоянии.
- Морда длинная, сухая, точеной формы.
- Характерная черта — большие стоячие уши.

### Внешний вид
Голова фараоновой собаки в форме притупленного клина. Череп длинный, сухой, с четкими линиями. Переход ото лба к морде заметен слабо. Морда чуть длиннее, чем череп. Мочка носа телесного цвета. Челюсти мощные. Глаза овальной формы. Янтарного цвета, в тон окрасу. Взгляд умный и благородный. Уши крупные, тонкие, широкие у основания. Стоячие. Собака держит их высоко поднятыми. Очень подвижны. Корпус сухой, изящный. Почти квадратного формата. Шея длинная, сухая, мускулистая без подвеса. Нижняя линия грудной клетки не доходит до локтевых суставов, грудная кость выдается вперед. Ребра выпуклые. Верхняя линия спины и крупа образует почти прямую линию. Конечности стройные. Лапы крепкие, с плотно сжатыми пальцами. Хвост достаточно толстый у основания, утончающийся к концу, слегка изогнут. В покое свисает, доставая до скакательных суставов. При движении собака держит его выше. Шерсть короткая, плотно прилегающая, блестящая, тонкая и жестковатая. Окрас олений (желтовато-коричневый) с белыми отметинами на кончике хвоста (что крайне желательно), спереди груди (звезда) и на пальцах. Допускается узкая белая полоса на морде. Фараонова собака отличается изяществом и элегантностью, и в то же время мощным и атлетическим телосложением. Сложение крепкое, но без излишней громоздкости и чрезмерно развитой мускулатуры.

### Размеры
Рост колеблется от 53,3 см до 63,5 см в холке. Вес — от 18 до 30 кг. Кобели обычно крупнее сук.

### Шерсть и окрас
Волосяной покров тонкий и короткий. Шерсть шелковистая, местами жесткая, плотно прилегающая к коже. Допускаются все оттенки рыжего, и оттенки в диапазоне от цвета загара до каштанового. Допускаются белые отметины на груди, ногах, кончике хвоста, в центре лба и на переносице. Отметины на задней части шеи, по бокам или на спине являются отклонениями от стандарта породы и недопустимы. Глаза фараоновой собаки всегда янтарного цвета и должны сочетаться с основным окрасом. Щенки рождаются с голубыми глазами, но, по мере взросления, цвет глаз меняется на светло-золотой или жёлтый и затем темнеет по достижении собакой зрелого возраста. Нос, усы, когти, подушечки лап и обводка вокруг глаз должны быть того же цвета, как и основной окрас шерсти.

## Характер
Фараонова собака — это умная, легко обучаемая, игривая и активная порода. Общительна с другими собаками и людьми, однако, может с недоверием относиться к незнакомым людям. Собаки этой породы, как правило, очень открыты и ласковы со своей семьей и теми, кого знают, при этом, борзая имеет выраженную злобу к зверю. Они независимо мыслящие, иногда упрямые, достаточно обучаемые если использовать соответствующие положительные методы обучения. Фараоновы собаки обладают сильным инстинктом охоты, и следует соблюдать осторожность, если поблизости находятся мелкие домашние животные, такие, как кошки, птицы и грызуны. По характеру собаки этой породы спокойные и ласковые.
Они не подходят для использования в качестве сторожевых собак, так как редко бывают агрессивными с людьми. Они слишком активны и умны для вольерного содержания. Как правило, фараоновы собаки сильно привязываются к окружающим их людям и лучше всего чувствуют себя, если к ним относятся как к членам семьи.

## Содержание и уход
Собаки этой породы независимы, умны и временами упрямы, но сравнительно легко обучаемы, если использовать положительные методы дрессировки. Это чувствительная порода и плохо поддается методам дрессировки с использованием физического наказания и принуждения. Фараоновы собаки были выведены для охоты и способность к независимому мышлению является их природной чертой. Они быстро устают от повторяющихся команд, поэтому их дрессировка должна носить интересный и позитивный характер.
Уход за шерстью несложен: достаточно быстрыми движениями потереть собаку специальной перчаткой или влажной тканью. Это чистоплотные собаки, мало линяют и не имеют заметного запаха, даже когда их шерсть влажная.
Фараонова собака — активная порода, собакам ежедневно необходимо много двигаться. Из-за их сильного охотничьего инстинкта и независимого характера не рекомендуется отпускать их с поводка вблизи дорог, транспортных магистралей или на потенциально опасных открытых пространствах. Их инстинкт охотника настолько силён, что, учуяв предполагаемую добычу, они бросаются её преследовать, и никакая команда их не остановит.
Эти собаки великолепно прыгают, и ограда площадки, где они содержатся, должна быть не менее 1,52 метра в высоту (предпочтительно — 1,82 м или выше). Из-за их способности высоко прыгать, фараоновы собаки прекрасно подходят для аджилити (специальные соревнования на ловкость). Так как у них малый жировой слой и короткая шерсть, эти собаки очень чувствительны к холоду и их нельзя надолго оставлять на улице в холодную погоду. В холодном климате рекомендуется надевать на собаку теплую попону. Тем не менее многие фараоновы собаки любят играть в снегу и поддерживают свой теплообмен бегая, прыгая и играя.